# Solomiac
Solomiac – miejscowość i gmina we Francji, w regionie Oksytania, w departamencie Gers.
Według danych na rok 1990 gminę zamieszkiwały 363 osoby, a gęstość zaludnienia wynosiła 26 osób/km² (wśród 3020 gmin regionu Midi-Pyrénées Solomiac plasuje się na 708. miejscu pod względem liczby ludności, natomiast pod względem powierzchni na miejscu 824.).